# Aaron Hughes
Aaron William Hughes (født 8. november 1979 i Cookstown, Nordirland) er en tidligere nordirsk fodboldspiller, der sidst spillede som forsvarsspiller hos Hearts i Skotland. Han har tidligere spillet for blandt andet Newcastle, Fulham og Aston Villa.
Den 11. juni 2019 annoncerede Hughes sit karrierestop i en alder af 39.

## Landshold
Hughes står noteret for 112 kampe for Nordirlands landshold, som han også var anfører for. Han debuterede for sit land den 25. marts 1998 i et opgør mod Slovakiet.